# Federazione di atletica leggera del Galles
Welsh Athletics (in gallese Athletau Cymru) (WA) è una federazione di atletica leggera che ha giurisdizione in Galles. Fa parte della UK Athletics, la federazione britannica.
Fondata nel 2007 dopo lo scioglimento della Athletic Association of Wales, ha sede a Cardiff nel Cardiff International Sports Stadium e attualmente conta più di 70 società affiliate.